# Už tě nemiluju
Už tě nemiluju (2005) je sbírka 9 původních povídek českých autorů. Editorem sbírky je Boris Dočekal. Jednotícím tématem povídek jsou bolestné rozchody. Na obálce je použita litografie Vladimíra Suchánka.

## Povídky
- Petr Šabach – Neděle
- Iva Pekárková – Dům U Zmoklé hrdličky
- Miloš Urban – Smrtečka
- Daniela Fischerová – Harfenistův malíček
- Ivan Klíma – Koncert
- Zdena Bratršovská a František Hrdlička – Vyrážka
- Alexandra Berková – Už tě nemiluju
- Kateřina Rudčenková – Trofeje
- Eva Kantůrková – Dáma se žlutými růžemi